# Dubbo
Dubbo er en by i New South Wales i Australien. Byen blev grundlagt i 1849 og havde i 2011 en befolkning på 32.327.[kilde mangler]